# Joli OS
Joli OS è stata una distribuzione derivata da Ubuntu e creata da Jolicloud. È stato chiamato "Jolicloud" fino alla versione 1.2, quando i produttori hanno deciso di ribattezzarlo "Joli OS". Il nome "Jolicloud" deriva dal fatto che è un sistema operativo con un'interfaccia utente in grado di lanciare applicazioni cloud computing. Joli OS è noto per la sua leggerezza su netbook e computer datati. Lo sviluppo del progetto è stato interrotto nell'Aprile 2016.